# Carl Icahn
Carl Celian Icahn (Nueva York, 16 de febrero de 1936) es un empresario e inversor estadounidense, fundador y accionista mayoritario de Icahn Enterprises, una sociedad tenedora con sede en Nueva York. Su patrimonio asciende a 17.200 millones de dólares (mayo de 2016), según la revista Forbes.

## Biografía
Carl Icahn echó raíces en Far Rockaway (Queens), Nueva York, donde acudió al instituto. Su familia era de procedencia judía. Su padre y su madre eran profesores.  Carl se graduó por la Universidad de Princeton con un BA  en filosofía en 1957 y comenzó Medicina, pero lo dejó dos años más tarde para alistarse en el ejército.
Se ha casado en dos ocasiones. En 1979, se casó con Liba Trejbal, una bailarina checa. Separados en 1993, se divorciaron en 1999, después de años de litigios. Tienen dos niños, uno de ellos llamado Brett Icahn. En 1999, se casó con su ayudante, Gail Dorado. Gail tiene dos niños de un matrimonio previo.

## Trayectoria
Icahn comenzó su carrera como corredor de Bolsa en Wall Street en 1961. Hacia 1968 crea Icahn & Co., una compañía de capital riesgo. Diez años después comienza a tomar el control de varias compañías. Con el tiempo aumentó su nómina de compañías, entre las que figuran: RJR Nabisco, TWA, Texaco, Phillips Petroleum, Western Union, Viacom, Uniroyal, Dan River, Marshall, Samsonite, U.S. Steel, Marvel Comics, Revlon, Imclone, Fairmont Hoteles, Blockbuster, Kerr-McGee, Time Warner, Netflix, Motorola y Herbalife.
Se ganó una reputación de empresario "cruel" tras su opa hostil sobre la TWA en 1985. La manera de hacerse con la empresa fue el resultado de una compleja operación de ingeniería financiera. En 1988, obtuvo unos beneficios personales de $469 millones de dólares de la compañía aeronáutica, que arrastraba una deuda de $540 millones. En 1991, vendió varias rutas de TWA a Aerolíneas norteamericanas por $445 millones.

## Inversiones
Sus inversiones son variadas y afectan a muy diversos sectores de la economía, como puede verse a continuación. En 1986 intentó controlar la firma siderometalúrgica U.S. Steel, lanzando una opa hostil por el 89% del gigante industrial por un monto de $7.000 millones de dólares. En 2004, adquirió un bloque de acciones de Mylan Laboratorios, después de que Mylan anunciara un acuerdo para adquirir King Pharmaceuticals. En 2005, Mylan desistió de la operación, pero Icahn, a pesar de todo, la compró. 
En 2005, se hace con una participación significativa del operador XO Communications. En agosto de 2006, compra acciones del editor del videojuego Take-Two Interactive y aumenta su participación hasta un 11,3%, convirtiéndose en el segundo mayor accionista de la compañía.
En enero de 2007, adquiere un 9,2% de Telik, una compañía biotecnológica comprometida en la investigación contra el cáncer. Ese mismo mes, Icahn revela que es dueño del 14.57% de WCI Communities. El 30 de enero, Motorola (ahora escindida en dos entidades separadas: Motorola Mobility y Motorola Soluciones anuncia que Icahn posee aproximadamente 33,5 millones de participaciones, representando el 1,39% de la compañía. En febrero, Icahn invirtió $50 millones de dólares en Motricity, un proveedor de tecnología de movilidad con sede en Carolina del Norte. En mayo, Icahn amenaza con vender sus acciones de Motorola. En septiembre, Icahn reveló que poseía el 8,5% de la compañía de software empresarial BEA Systems. En octubre llegó al 13,22%. Tomó posiciones en empresas como ACF Industries, American Railcar Industries, XO Communications, Philip Services, NYSE, American Real Estate Partners. También invirtió en Time Warner, poseyendo aproximadamente el 3,3% de la compañía.
En enero de 2008, Oracle Corporation anunció que adquiría BEA Systems por $8.500 millones de dólares. En 2008, Icahn invierte en Yahoo! y apuesta por su fusión con Microsoft, desbancando a Jerry Yang como CEO. En septiembre, Icahn participó en la compra de Imclone por Bristol-Myers Squibb y su venta a Eli Lilly and Company por unos $6.500 millones de dólares. En diciembre, Icahn desestima una inversión en Realogy.
En abril de 2009, se hacen públicos tanteos de Carl Icahn en la farmacéutica Lilly. En septiembre, XO Holdings (XOHO) rehusó la oferta de Icahn. En octubre, Icahn subió su oferta a 80 céntimos por acción y anunció su dimisión del consejo de administración de Yahoo!
En 2010, Controla Blockbuster y es presidente de Imclone, Icahn Empresas, XO Communications, WestPoint, Cadus y American Railcar Industries. Es un dueño de Adventrx Pharmaceuticals, Grupo de Vector y tiene una participación significativa en Time Warner  Además, Icahn posee el 5,6% de Biogen Idec. En febrero, Icahn revela que había reducido su participación en Yahoo!. En febrero, Icahn, a través de una filial adquiere Fontainebleau Las Vegas, LLC por un precio de compra de aproximadamente $150 millones de dólares (Icahn es dueño del 70% de Fontainebleau). En marzo, intenta el control de Lionsgate. En mayo, Icahn informó que posee casi 12% de Hain Celestial Group Inc. (HAIN). También en mayo, Icahn informó que posee el 8,54% de Lawson Software (LWSN).
En enero de 2011, intenta un nuevo asalto a XO y ofrece $0.70 por las acciones que no controla. En julio, Icahn subió el precio a $1.40. En febrero, Icahn informó que poseía un 9,08% de Clorox (CLX.N). Las acciones subieron un 9% el día que lo anunció. En julio, Icahn hace una oferta por Clorox por un monto de $12.600 millones de dólares.
En octubre de 2012, Icahn adquirió un 10% de Netflix. En noviembre, Icahn dio la batalla por el control de Oshkosh Corp. 
En febrero de 2013, Forbes incluyó a Icahn en la lista de los 40 directores de fondos más prestigiosos. En julio, Icahn hace un nuevo intento de adquirir Dell Inc. En agosto, Icahn anunció que su stock de Apple había subido, empujando la acción un 5%. En agosto, Icahn demandó al gigante de los ordenadores Dell. En octubre, Icahn adquirió alrededor de 61 millones de participaciones de Talisman Energy, empresa codiciada por Repsol. En octubre, tras muchos dimes y diretes durante el verano, Icahn revela una participación aproximada de $1.500 millones en Apple. En octubre, Icahn vendió aproximadamente un 50% de sus participaciones en Netflix.
En enero de 2014, propone a eBay desligarse de PayPal, un negocio de comercio electrónico. El 28 de enero, después de que Apple se depreciara tras la publicación de sus ingresos trimestrales en el mercado de valores, Icahn compró otros 500 millones de dólares en acciones de Apple (AAPL). En abril, Icahn apuesta por la separación de la marca eBay con respecto a PayPal.
En mayo de 2015, invirtió $100 millones de dólares en el servicio que comparte con Lyft. En octubre, reveló que poseía un gran paquete de acciones del gigante de los seguros AIG y lanzó una propuesta a través de una carta abierta al consejero delegado de la firma, Peter Hancock. Icahn proponía la creación de tres empresas: una firma de hipotecas, otra de seguros de vida y una tercera aseguradora de accidentes.
En mayo de 2021, dejó entrever que compró, o compraría $1.5 mil millones de dólares en criptomonedas, entre las cuales probablemente se encuentre Bitcoin.

## Política pública y perspectivas económicas
Icahn respaldó a Donald Trump para las elecciones presidenciales de 2016 de EE. UU.. También anunció la creación de un súper PAC que promete 150 millones de dólares para impulsar la reforma fiscal corporativa, en particular de las inversiones, que ocurren cuando las empresas salen de Estados Unidos para aprovechar las tasas de impuestos más bajas de otros lugares.
Al convertirse en el presunto candidato presidencial republicano, Trump anunció que nominaría a Icahn para secretario del Tesoro. Sin embargo, este puesto fue para Steve Mnuchin en vez de Icahn.
El 21 de diciembre de 2016, se anunció que Icahn ocuparía el cargo de asesor especial del presidente para la Reforma Regulatoria bajo el presidente Donald Trump. CNBC informó que Icahn ayudaría a Trump a "título personal" y no como empleado federal, y que no tendría "deberes específicos" y, por lo tanto, no tendría que renunciar a sus intereses comerciales mientras se desempeñara como asesor de Trump. Icahn abandonó esta función el 18 de agosto de 2017 manifestando su deseo de no interferir en el trabajo de Neomi Rao como administradora de la Oficina de Información y Asuntos Reguladores. En febrero de 2018, Icahn evitó una pérdida de 6 millones de dólares vendiendo a la baja sus acciones en un valor sensible al precio del acero justo días antes de que la administración Trump anunciara la imposición de un nuevo arancel del 25 % a las importaciones de acero.
Cuando el presidente hizo que Icahn entrevistara a Scott Pruitt durante la consideración de su nombramiento como Administrador de la Agencia de Protección Ambiental, Icahn preguntó específicamente a Pruitt sobre su postura respecto a la Norma de Combustibles Renovables de la EPA. Icahn también ha hablado directamente con el presidente Trump y con Gary Cohn sobre su propuesta de cambios en la regulación del etanol. CVR Energy, de la que Icahn posee el 82 %, ahorraría USD 205.9 millones al año si se adopta la propuesta de Icahn. La refinería petrolera de Sugar Land, Texas se benefició cuando el presidente Trump hizo una excepción a su congelación normativa para ampliar la ventaja fiscal de asociaciones limitadas maestras. Las acciones de CVR Energy se duplicaron después de la elección del presidente Trump, aumentando su valor por USD 455 millones.

## Riqueza personal
Según la revista Forbes, Icahn tenía un valor neto de USD 16,6 mil millones en 2017, que lo convierten en la 26ª persona más rica de Forbes 400, y el quinto gestor de fondos de cobertura más rico.

## Filántropo

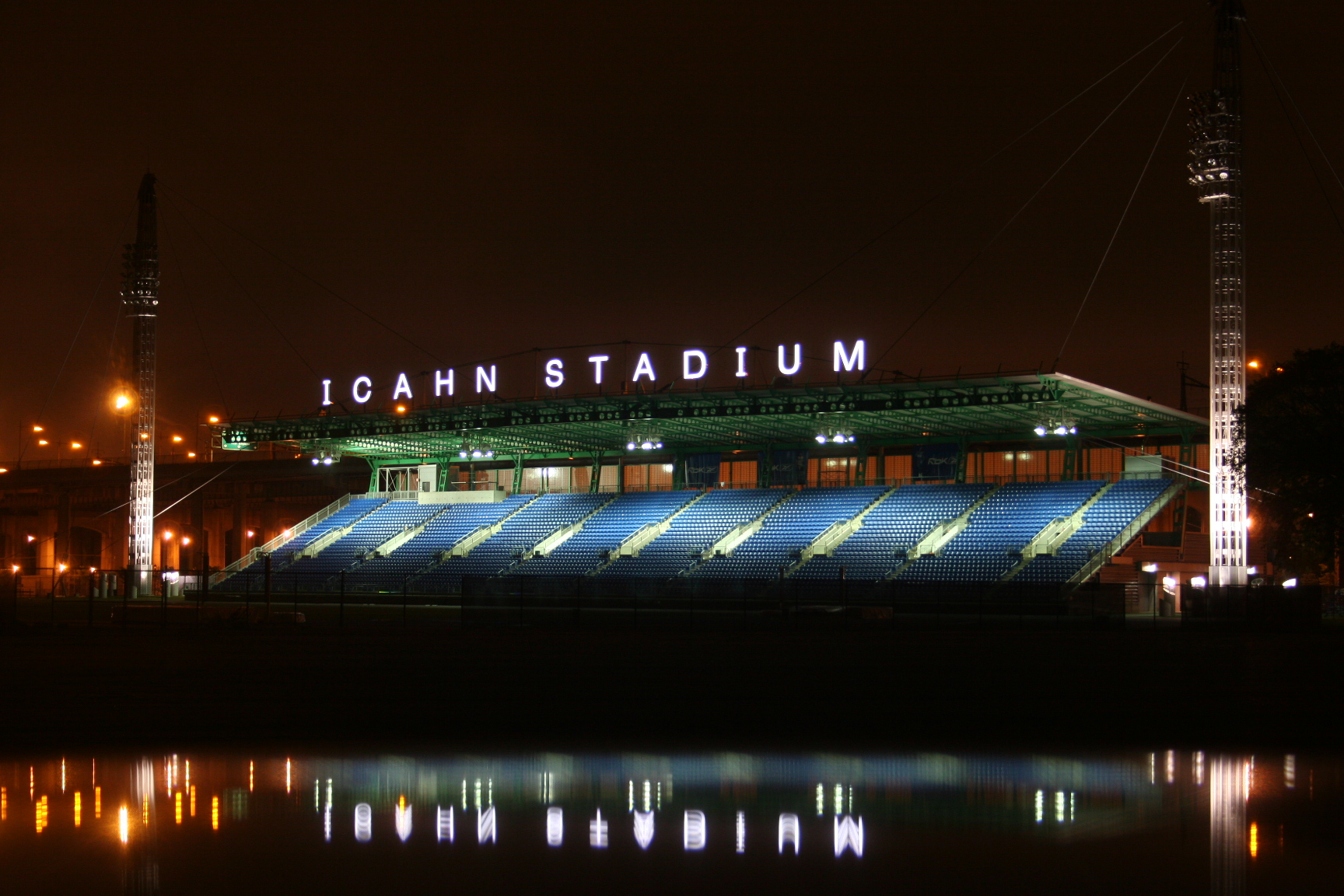
Icahn Stadium de Randall's Island, en Nueva York.

Icahn hizo una contribución sustancial a la Universidad de Princeton para financiar el laboratorio de genómica que lleva su nombre, el Carl C. Icahn Laboratorio en el instituto de la Universidad para Genómica Integrada. También ha hecho contribuciones notables al Hospital Monte Sinai de Nueva York, que 2013 rebautizó su Escuela de Medicina como el Carl C. Icahn Escuela de Medicina en Monte Sinai. El instituto de genómica dirigido por Eric Schadt fue también rebautizado y es ahora el Carl C. Icahn Instituto para Genómica y Biología.
Ha recibido numerosos premios, incluyendo el premio Starlight, y en 1990 fue nombrado Hombre del Año. En 2010, se unió a otros multimillonarios, prometiendo donar parte de su riqueza, aunque todavía no ha decidido sus beneficiarios.